# Niurka Acevedo
Niurka Auristela Acevedo (Maturín, Venezuela; 25 de noviembre de 1971) es una actriz, abogada especialista en gobernabilidad y gerencia política, protocolo de Estado y Social, Events Planners, asesora de protocolo y etiqueta, exreina de belleza y política venezolana, conocida por haber sido Miss Venezuela Internacional 1991 y por sus interpretaciones en diferentes telenovelas de su país.

## Biografía
De orígenes humildes nació en Maturín el 25 de noviembre de 1971. Se dio a conocer en el mundo del modelaje en el Reina de la Feria del Maíz 1990, donde fue finalista, este evento fue ganado por Francis Gago (2° Finalista del MW 1992). A los pocos años se radicó en la Urbanización Caricuao y con ayuda de su familia decide participar en el Miss Venezuela 1991 portando la banda de su estado natal (Monagas) obtiene la posición Miss Venezuela Internacional (3.ª en el orden) a la edad de 19 años. Al momento de su elección Acevedo era Secretaria, media 1.78 cm de estatura, y estudiaba derecho en la Universidad Santa María.
Como parte de sus responsabilidades asistió a cuatro concursos, al Reinado de la Fiesta del Mar realizado en Santa Marta, donde no clasificó, después viajó a Santa Cruz de la Sierra, al Reina Sudamericana 1991, donde quedó de 1ª finalista, ganó Patricia Godói (Brasil). También asistió al Miss Internacional 1991 en Tokio donde no figuró, su nombre no fue muy sonado y no llamó mucho la atención y finalmente al Reina Internacional de la Cosecha 1992 donde quedó de 4ª finalista. Después en 1992 entregó su corona a María Eugenia Rodríguez y debido a que esta nunca apareció, Acevedo coronó a la sucesora de Rodríguez (Fabiola Spitale) en 1993. Después culminó sus estudios de Derecho y realizó una gran carrera como actriz que duró hasta mediados del 2000, posteriormente realizó un Diplomado en Gobernabilidad y gerencia Política, protocolo de estado, corporativo y etiqueta, lo cual la ayudó para ingresar a trabajar al Seniat (Aduana de Guanta) donde trabajó por pocos meses, después se radicó en Lechería y trabajó por un tiempo en la Gobernación de Anzoátegui, en 2010 el alcalde Victor Hugo Figueredo de Lechería la nombró Directora de Asuntos Públicos Y Turismo y ejerció allí durante el resto de su gestión.
Actualmente vive en Lechería y está divorciada, es madre de una niña llamada Camila, se dedica a la organización de eventos, es dueña de la empresa NIUPONCH red de cócteleria artesanal

## Filmografía

### Telenovelas
| Año  | Título            | Personaje                 |
| ---- | ----------------- | ------------------------- |
| 2005 | Amor a palos      |                           |
| 2002 | Mi gorda bella    |                           |
| 2000 | Angélica Pecado   |                           |
| 2000 | Hechizo de amor   | Penélope Bracho           |
| 1999 | Cuando hay pasión | Daniela Malave Betancourt |
| 1998 | Tentaciones       |                           |
| 1997 | Amor Mio          | Carolina de Fonseca       |
| 1997 | Destino de mujer  |                           |
| 1997 | Sol de tentación  | Rubi                      |
| 1995 | Como tú ninguna   |                           |
| 1994 | Morena Clara      |                           |
| 1993 | Amor de Papel     |                           |
| 1992 | Cara sucia        |                           |